# Francouzské Alpy
Francouzské Alpy je pomyslný horský systém nalézající se ve Francii a zahrnující do sebe všechna pohoří Alp ležící na území této země. Typické pro Francouzské Alpy nejsou jen vysoké zaledněné hory či obrovské skalní hroty (francouzsky Aiguilles), dramatické soutěsky či rozeklané hřebeny. Nalézá se zde také velké množství horských jezer a ples, alpské louky, pestrá příroda atd. Francouzské Alpy leží na území dvou regionů: Auvergne-Rhône-Alpes a Provence-Alpes-Côte d'Azur.

## Geologie
Francouzské Alpy jsou geologicky velmi pestré a nejednotné. Vyznačují se složitou příkrovovou stavbou, v které převládají stará krystalická jádra (žula, rula). Na toto jádro jsou místy nahrnuty mladší sedimentární horniny, zejména vápence. Tyto geologické rozdílnosti a značné klimatické rozdíly v jednotlivých oblastech vedly k bohaté tvarové rozmanitosti.

## Členění
Geografické členění alpských skupin ve Francii je poměrně složité. Výjimkou je hlavní alpský hřeben, který se právě ve Francii lomí ze severu na jih a dále na východ. Nalézá se zde také množství dalších roztroušených horských skupin, kterým se říká „Předalpy“ nebo „Předhůří“.

### Francouzské alpské skupiny

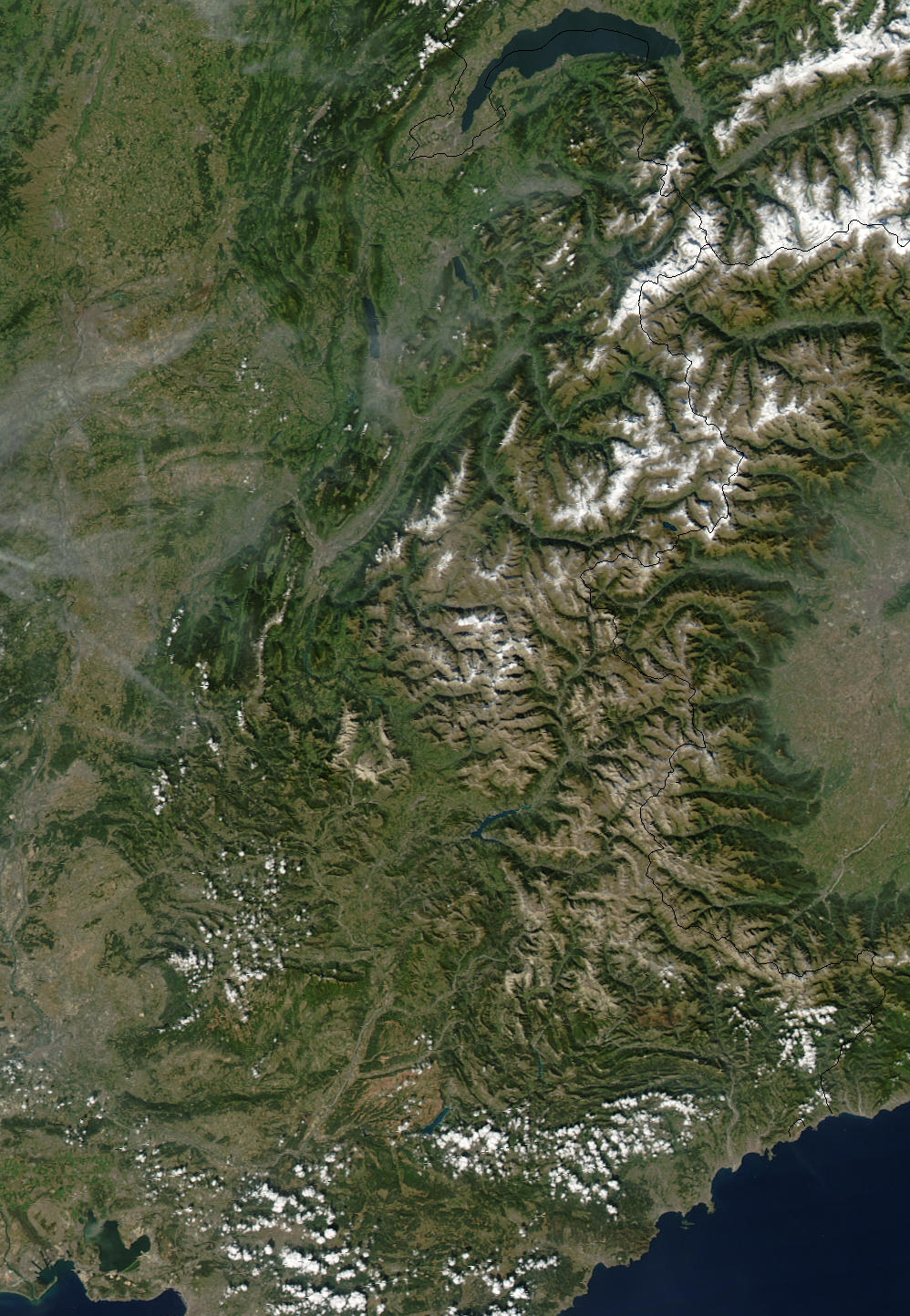
NASA (2002), Francouzské Alpy.

- Chablais-Faucigny (Haute Cime, 3257 m)
- Masiv Mont Blanc (Mont Blanc, 4808 m)
- Beaufortain (Roignais, 2999 m)
- Bornes-Bauges-Aravis (Pointe Percée, 2753 m)
- Chartreuse (Chamechaude, 2082 m)
- Vercors (Grand Veymont, 2341 m)
- Vanoise (Grande Casse, 3852 m)
- Grajské Alpy (Pointe de Charbonnel, 3752 m)
- Dauphineské Alpy (Barre des Ecrins, 4102 m)
- Devoluy (L'Obiou 2790 m)
- Kottické Alpy (Monte Viso, 3841 m)
- Drôme (Mont Ventoux, 1909 m)
- Provensalské Alpy (Tete de´l Estrop, 2961 m)
- Přímořské Alpy (Cime du Gélas, 3143 m)
- Ligurské Alpy (Punta Marguareis, 2651 m)

## Osídlení
Na rozvoji osídlení se významnou měrou podepsal neschůdný a vysoký reliéf oblasti. Největším městem je zde olympijský Grenoble. Ve slunných a teplých údolích vyrostlo několik menších měst jako je Chamonix, Annency, Chambéry a Gap.
Administrativně se území Francouzských Alp rozděluje na několik celků: Savoie, Haute Savoie, Isère, Hautes-Alpes, Drôme, Vaucluse, Alpes-de-Haute-Provence, Bouches-du-Rhône, Var a Alpes-Maritimes.

## Turismus

### Lyžařská střediska
- Les Trois Vallées (Courchevel, Méribel, La Tania, Brides-les-Bains, Saint-Martin-de-Belleville, Les Menuires, Val Thorens and Orelle) : 338 sjezdovek, 600 km upravených drah.
- Portes du Soleil (Avoriaz, Châtel, Morzine, Les Gets, Saint-Jean d'Aulps, La Chapelle d'Abondance, Abondance, Montriond, Švýcarská část území střediska) : 288 sjezdovek, 650 km upravených drah.
- Paradiski (La Plagne, Peisey-Vallandry, Les Arcs) : 239 sjezdovek, 420 km upravených drah.
- Via Lattea (Montgenèvre, Italské území střediska) : 214 sjezdovek, 400 km upravených drah.
- Évasion Mont-Blanc (Combloux, Megève, Saint-Gervais-les-Bains, Saint-Nicolas-de-Véroce, Les Contamines Monjoie) : 183 sjezdovek, 420 km upravených drah.
- Espace Killy (Tignes, Val d'Isère) : 137 sjezdovek, 300 km upravených drah.
- Grand Massif (Flaine, Les Carroz, Morillon, Samoëns, Sixt) : 134 sjezdovek, 265 km upravených drah.
- Les Aravis (La Clusaz, Manigod, Croix Fry, Merdassier, Le Grand-Bornand) : 133 sjezdovek, 220 km upravených drah.
- Les Grandes Rousses (L'Alpe d'Huez, Vaujany, Auris-en-Oisans, Oz-en-Oisans, Villard-Reculas) : 117 sjezdovek, 236 km upravených drah.
- Serre Chevalier : 111 sjezdovek, 250 km upravených drah.
- La Forêt Blanche (Risoul, Vars) : 104 sjezdovek, 180 km upravených drah.
- Les Sybelles (Le Corbier, La Toussuire, Les Bottières, Saint-Jean-d'Arves, Saint-Sorlin-d'Arves, Saint-Colomban-des-Villards) : 96 sjezdovek, 310 km upravených drah.
- Valloire and Valmeinier : 83 sjezdovek, 150 km upravených drah.
- Grand Domaine (Valmorel, Saint-François-Longchamp) : 82 sjezdovek, 150 km upravených drah
- Espace San Bernardo (La Rosière, La Thuile - Itálie) : 73 sjezdovek, 150 km upravených drah.
- Les Deux Alpes a La Grave : 69 sjezdovek, 220 km upravených drah.